# 菊地勇一
菊地 勇一（きくち ゆういち、1934年1月13日 - 2006年1月4日）は、日本の俳優。秋田県出身。
劇団仲間に所属。映画『砂の器』、舞台『森は生きている』などに出演した。
2006年1月4日、脳出血のため東京都新宿区の病院で死去。71歳没。

## 出演作品

### 映画
- 砂の器（1974年）
- ちびっこカムのぼうけん（1976年）
- 病院坂の首縊りの家（1979年）- 法眼琢也 役

### テレビ
- 三姉妹（1967年・NHK大河ドラマ）
- 太陽にほえろ!
  - 第210話「栄光」（1976年）
  - 第225話「疑惑」（1976年）
  - 第300話「男たちの詩」（1978年）
  - 第331話「新曲」（1978年）